# 第十四届超级碗
第十四届超级碗（Super Bowl XIV）是美国国家橄榄球联盟1979赛季的总决赛，由美联冠军匹兹堡钢人队对阵国联冠军圣路易斯公羊队。比赛于1980年1月20日在帕萨迪纳的玫瑰碗体育场举行。
最终，匹兹堡钢人队以31-19战胜圣路易斯公羊队，第四次夺得超级碗冠军。四分卫泰瑞·布莱德肖（Terry Bradshaw）获得最有价值球员称号。